# 韦尔迪河畔卡尔穆
韦尔迪河畔卡尔穆是巴西戈亚斯州的一个市镇。总面积455.924平方公里，总人口15897人，人口密度34.9人/平方公里。